# توهين النمو
توهين النمو عبارة عن علاج طبي اختياري يشتمل على تناول الإستروجين لإغلاق كردوس العظام (ألواح الكردوس)، مما يؤدي إلى تقليل طول الشخص البالغ. ومنذ الستينيات من القرن العشرين، تم تنفيذ هذا العلاج بشكل رئيسي على الأطفال الذين يرى أولياء أمورهم والأطباء أن طولهم يزيد في مرحلة البلوغ بشكل غير مقبول للغاية. وقد اختلفت الآراء الثقافية لم يمكن أن يتم اعتباره بمثابة علاج يبرر الطول في أوروبا وفي أمريكا الشمالية، وقد زادت على مدار العقود الأربعة الأخيرة.
وأغلب الأطفال الذين خضعوا للعلاج كن من الفتيات، مع زيادة عدد الأطفال الذين تم علاجهم في أوروبا عن أولئك الذين تم علاجهم في أمريكا الشمالية. وقد تم اعتبار أن الطول غير المقبول من قبل أولياء الأمور والأطباء أكبر بكثير على مدار العقود القليلة الأخيرة. وقد تم علاج عدد أقل للغاية من الصبيان بسبب الطول الزائد للغاية في أمريكا الشمالية، إلا أن ذلك حدث بشكل أكبر في أوروبا.
وفي فترات أكثر حداثة، ظهر علاج توهين النمو في الأخبار كجزء من علاج أشلي الذي يتم إجراؤه على الفتيات المعاقات من ناحية النمو.